# Hänssler Classic
Hänssler Classic (Eigenschreibweise: hänssler CLASSIC) ist ein Musiklabel der Profil Medien GmbH mit Sitz in Neuhausen auf den Fildern, hervorgegangen aus dem Hänssler Verlag. Es gehört heute nach eigenen Angaben zu den weltweit erfolgreichsten unabhängigen Plattenlabels für Klassische Musik.

## Geschichte
1975 gründete Friedrich Hänssler in seinem Verlag mit Laudate ein Plattenlabel für vorrangig sakrale klassische Musik. Zu seinen ersten prominenten Künstlern gehörte der Bach-Experte Helmuth Rilling. Mit seinem Chor, der Gächinger Kantorei Stuttgart, begann er zunächst mit der Gesamteinspielung der geistlichen Kantaten Bachs, die bis zum Bach-Jahr 2000 um sämtliche übrigen Werke einschließlich Fragmenten und unvollständigen Kompositionen ergänzt wurde. Die in dieser konsequenten Form und unter kontinuierlicher künstlerischer Leitung einzigartige Edition Bachakademie wurde mit diversen internationalen Preisen wie dem ECHO Klassik ausgezeichnet. 2002 wurde der Hänssler Verlag und das Label hänssler CLASSIC nach wirtschaftlichen Schwierigkeiten vom Unternehmensverbund Stiftung Christliche Medien übernommen. Im September 2015 erwarb die von Günter Hänssler gegründete „Profil Medien GmbH“ das von ihm vormals mitgegründete Label „hänssler CLASSIC“ zurück.
Insgesamt erhielten die Labels hänssler CLASSIC und Profil Edition Günter Hänssler 17 Echo-Preise und 13 Grammy-Nominierungen.
Profil Medien macht sich mit dokumentarisch angelegten Editionen, beispielsweise der Edition Staatskapelle Dresden oder der Semperoper Edition, einen Namen im Bereich historischer Veröffentlichungen.

Mit hänssler CLASSIC schließt Günter Hänssler an den Erfolg an: 2019 bekam Frank Peter Zimmermann zusammen mit seinem Sohn Serge und den Berliner Barock Solisten für die Einspielung der Violinkonzerte von Johann Sebastian Bach den International Classical Music Award. 2018 erhielten Jascha Nemtsov und Kathrin Christians jeweils einen Opus Klassik.
Das Label positioniert sich im Musikmarkt mit Veröffentlichungen von Jazz bis Kirchenmusik zwischen Tradition und Innovation und gehört mit 50 bis 60 Neuerscheinungen im Jahr zu den erfolgreichsten von Major-Labels unabhängigen Musiklabels für Klassische Musik.

## Diskografie

### MC 96.500 ff / CD 98.900 ff
| Präfix | Präfix | Nr. | Titel | Interpreten | Jahr | Anmerkungen |
| MC | CD     | Nr. | Titel | Interpreten | Jahr | Anmerkungen |
| --- | ------ | --- | --- | --- | ---- | --- |
| |        |     | | |      | |
| 96.5 | 98.9   | 12  | Ich bete an die Macht der Liebe Große geistliche Chöre • Volume 1 | Various | 1993 | Doppelalbum Kompilationsalbum aus Zweitverwertungstiteln vorangegangener teilweise externer Veröffentlichungen Spätere Wiederauflage, leicht verändert mit ausgetauschter Tonaufnahme des Titels [10] auf Tonträger 2 durch Das Solistenensemble unter der Leitung von Gerhard Schnitter Wiederauflage 2010 unter CD-Nr. 98.613 |
| 96.5 | 98.9   | 12  | [1] Erschallet, ihr Lieder, erklinget, ihr Saiten • [2] Wachet auf, ruft uns die Stimme • [3] All Morgen ist ganz frisch uns neu • [4] Verleih uns Frieden gnädiglich • [5] Mein schönste Zier und Kleinod bist • [6] Aus meines Herzens Grunde • [7] O Haupt voll Blut und Wunden • [8] In dir ist Freude • [9] Ich singe dir mit Herz und Mund • [10] Lobet den Herren alle, die ihn ehren • [11] Nun danket alle Gott • [12] Befiehl du deine Wege • [13] Wer nur den lieben Gott lässt walten • [14] Ach Herr, lass dein lieb Engelein • [15] Dir, dir, Jehova will ich singen • [16] Die güldne Sonne voll Freud und Wonne • [17] Ich lasse dich nicht, du segnest mich denn • [19] Lobe den Herren, den mächtigen König | Various | 1993 | Doppelalbum Kompilationsalbum aus Zweitverwertungstiteln vorangegangener teilweise externer Veröffentlichungen Spätere Wiederauflage, leicht verändert mit ausgetauschter Tonaufnahme des Titels [10] auf Tonträger 2 durch Das Solistenensemble unter der Leitung von Gerhard Schnitter Wiederauflage 2010 unter CD-Nr. 98.613 |
| 96.5 | 98.9   | 12  | [1] Singet dem Herrn ein neues Lied • [2] Was Gott tut das ist wohlgetan • [3] Schaff's in mir, Gott • [4] Wie schön leuchtet der Morgenstern • [5] Wohl mir, dass ich Jesum habe – Jesus bleibet meine Freude • [6] Denn die Herrlichkeit des Gottes des Herrn • [7] Halleluja • [8] Würdig ist das Lamm • [9] Die Himmel erzählen die Ehre Gottes • [10] Ich bete an die Macht der Liebe • [11] So nimm denn meine Hände • [12] Denn er hat seinen Engeln befohlen über dir • [13] Heilig, heilig (zum Sanctus) • [14] Richte mich, Gott • [15] Wie lieblich sind deine Wohnungen • [16] Warum toben die Heiden • [17] Hebe deine Augen auf zu den Bergen                                                                   | Various | 1993 | Doppelalbum Kompilationsalbum aus Zweitverwertungstiteln vorangegangener teilweise externer Veröffentlichungen Spätere Wiederauflage, leicht verändert mit ausgetauschter Tonaufnahme des Titels [10] auf Tonträger 2 durch Das Solistenensemble unter der Leitung von Gerhard Schnitter Wiederauflage 2010 unter CD-Nr. 98.613 |
| |        |     | | |      | |
| | 98.9   | 31  | Requiem der Versöhnung Requiem Of Reconciliation • Requiem de la réconciliation | Helmuth Rilling (Leitung) Tobias Janzik (Knabensopran) Donna Brown (Sopran) Julie Moffat (Sopran) Ingeborg Danz (Alt) Thomas Randle (Tenor) Andreas Schmidt (Bass) Gächinger Kantorei Stuttgart Krakauer Kammerchor The Israel Philharmonic Orchestra | 1995 | |
| | 98.9   | 31  | | Helmuth Rilling (Leitung) Tobias Janzik (Knabensopran) Donna Brown (Sopran) Julie Moffat (Sopran) Ingeborg Danz (Alt) Thomas Randle (Tenor) Andreas Schmidt (Bass) Gächinger Kantorei Stuttgart Krakauer Kammerchor The Israel Philharmonic Orchestra | 1995 | |
| |        |     | | |      | |
| | 98.9   | 38  | Joseph Haydn Die Schöpfung The Creation • La Création Hob. XXI:2 | Helmuth Rilling (Leitung) Christine Schäfer (Sopran) Michael Schade (Tenor) Andreas Schmidt (Bass) Gächinger Kantorei Stuttgart Bach-Collegium Stuttgart                                                                                              | 1994 | |
| | 98.9   | 38  | | Helmuth Rilling (Leitung) Christine Schäfer (Sopran) Michael Schade (Tenor) Andreas Schmidt (Bass) Gächinger Kantorei Stuttgart Bach-Collegium Stuttgart                                                                                              | 1994 | |
| |        |     | | |      | |
| | 98.9   | 97  | Berühmte russische Chorwerke | Akafist unter der Leitung von Andrei V. Malutin | 1995 | Veröffentlichung in den USA 1993 |
| [1] Easter Troparion • [2] God Is With Us • [3] Vouchsafe, O Lord (Vouchafe, Oh Lord) • [4] Blessed Be The Man • [5] Lord, I Call Upon You • [6] Troparion Of Repentence • [7] Hymn Of Simeon The Just • [8] From My Youth • [9] Kondak To The Mother Of God • [10] Archangel’s Voice • [11] From My Youth • [12] O Gladsome Light • [13] Hiermos To The Mother Of God • [14] Beatitudes • [15] Hymn Of The Resurrection • [16] Litia Ektenia • [17] The Creed • [18] Pascal Canon, The Angel Cried • [19] Who Is So Great A God As Our God • [20] Molebin, Prayer Of St. Ambrose | 98.9   | 97  | | Akafist unter der Leitung von Andrei V. Malutin | 1995 | Veröffentlichung in den USA 1993 |
| 96.5 | 98.9   | 98  | Die virtuose Bach-Trompete | Various | 1994 | Kompilationsalbum aus Zweitverwertungstiteln vorangegangener Veröffentlichungen |
| 96.5 | 98.9   | 99  | Faszinierende Flöte | Various | 1995 | Kompilationsalbum aus Zweitverwertungstiteln vorangegangener Veröffentlichungen |